# Padovani (futebolista)
Leandro Padovani Celin, mais conhecido como Padovani (Castelo, 21 de dezembro de 1983) é um ex-futebolista brasileiro que atuava como zagueiro. Seu último clube foi o Esteghlal Football Club, do Irã. 
Padovani é conhecido por ser um ídolo do Brasiliense, e ter um chute poderoso com a perna esquerda.
Em 2012, se transferiu para o Foolad, time da Liga Iraniana, onde conquistou o titulo da temporada 2013-2014. Em julho de 2014 assinou com o Naft Tehran.
Em fevereiro de 2018, sofreu uma grave lesão, após cair com o pescoço no chão e ter sua vértebra C6 se deslocando da seguinte, a C7.

## Títulos
Brasiliense
- Campeonato Brasiliense: 2004, 2005, 2006, 2007 e 2008

Foolad
- Iran Pro League: 2013–14[2]